# Pierre Perroy
Pour les articles homonymes, voir Perroy.
Pierre Perroy est un homme politique français né le 11 février 1907 à Fleury-les-Aubrais (Loiret) et mort le 19 septembre 1990 à Orléans (Loiret).

## Biographie
Passé par HEC, titulaire d'un licence de droit, il s'inscrit au barreau d'Orléans en 1931.
Mobilisé en 1939, il participe à la seconde guerre mondiale comme officier d'infanterie.
Il s'engage tardivement en politique. Sans étiquette, mais avec le soutien de la droite, il entre au conseil général du Loiret en 1949, élu dans le canton d'Orléans Ouest. Deux ans plus tard, il entre au conseil municipal de cette ville.
Pour les législatives de 1956, il mène dans le Loiret la liste du CNI, et obtient 10,7 % des voix, ce qui est insuffisant pour assurer son élection.
Cependant, après l'invalidation de l'élection d'Edgar Cocher, le nouveau calcul des moyennes de liste conclut à l'attribution d'un siège au CNI. Pierre Perroy devient donc député.
Parlementaire assez discret, il ne se fait remarquer que par ses interventions lors du débat du la réforme pénale, où il fait preuve, sur des points relativement techniques, de sa connaissance du système judiciaire.
En 1958, il soutient le retour de Charles de Gaulle au pouvoir, mais cela ne suffit pas à lui assurer sa réélection : en novembre, il est battu aux législatives par Pierre Gabelle.
Brièvement président du conseil général, de 1959 à 1961, il siège au conseil municipal d'Orléans jusqu'en 1971.
Pendant cette période, il se consacre surtout à ses fonctions de bâtonnier du barreau d'Orléans, et à la présidence de la Fédération des institutions de jeunes sourds et aveugles de France.

## Décoration
- Chevalier de l'ordre du Mérite civil (1960)[1]

## Détail des fonctions et des mandats
Mandat parlementaire
- 25 avril 1956 - 8 décembre 1958 : député du Loiret

- 27 mars 1949 - ? : conseiller général du canton d'Orléans-Ouest
  - 1959 - 1961 : président du conseil général du Loiret

- 1951 - 1972 : conseiller municipal d'Orléans